# Smedsholmarna
Smedsholmarna är öar i Finland. De ligger i Finska viken och i kommunen Lovisa i den ekonomiska regionen  Lovisa i landskapet Nyland, i den södra delen av landet. Öarna ligger omkring 81 kilometer öster om Helsingfors.
Arean för den av öarna koordinaterna pekar på är 9,4 hektar och dess största längd är 0,6 kilometer i öst-västlig riktning.